# ゆず (音楽グループ)
ゆずは、日本のフォークデュオ。セーニャ所属。公式ファンクラブ名は「ゆずの輪」。
ゆずの公式YouTubeチャンネルに登場したアニメ映像によるデュオ「MIZU」としても作品を発表している。

## 概要
ストリートミュージシャン出身のフォークデュオのパイオニア的存在で、1997年頃から始まった第2次路上ライブムーブメントの先駆けとされる。路上時代は主に神奈川県横浜市中区伊勢佐木町の横浜松坂屋前で路上ライブを行っていた。1996年3月結成。結成後すぐにオリジナル曲を作る。最初は客はほとんどいなかったが、1年ぐらいしたときに初めてリクエストしてくる客が現れた。路上の最終日（1998年8月30日）は、台風直撃にもかかわらず、約7,500人が集まった。
2人の出会いは小学生の頃だが、クラスが違ったためあまり面識がなかったという（それゆえ、幼馴染ではなく幼知人と言っている）。中学3年で初めて同じクラスになり、仲良くなり始める。中学時代にキャンディーズの「春一番」を、一緒に歌った。2人は別々の高校に進学したが、卒業後に中学時代の友達で4人組のバンド（北川がドラム、岩沢がボーカル）を結成する。しかし「残りの2人（ベース、ギター）と合わない」という理由から、先述のような経緯で2人でデュオを結成するに至った。
結成当初は2人が吸っていた煙草にちなんで（北川は現在、禁煙）「Light's」という名前だったが、これを自分達に英語のユニット名は合っていない上にダサいと感じていた北川が、2人が当時一緒にやっていたアルバイト先の食事会で北川が食べた柚子シャーベットから「ゆず」へと変更（なお、岩沢が食べたのはバニラアイス）。90年代当時、音楽グループ名に日本語を採用するのは珍しかった。
音楽プロデューサーにJUN SKY WALKER(S)のベーシストである寺岡呼人を迎え、1997年『ゆずの素』でインディーズ・デビューする。翌年1998年1stシングル「夏色」、2ndシングル「少年」で立て続けにブレイク。1stフルアルバム『ゆず一家』は最終的に100万枚近い売上を記録した。フォーク復興の立役者として、「ネオ・フォーク」と呼ばれる新たなるフォークの1ジャンルを確立した（本人らの自称は「平成爽やかフォークデュオ」）。
2003年・2004年・2009年・2011年・2013年及び2015年以降は「NHK紅白歌合戦」に出場。2017年には「栄光の架橋」で大トリを務めた。もともと1999年に一度オファーを受けながらも辞退したが、2003年に初出場。2003年、初のカウントダウンライブを横浜で行う。2005年のベスト・アルバムの発売、2007年の10周年などを経て以降は、様々なアーティストとの共演や各種イベントへの参加、メディアへの露出など、それまであまりなかった形での活動もより積極的に行われるようになった。
ゆずのファンのことを「ゆずっこ」と呼ぶ。公式ファンクラブ名は「ゆずの輪」（1998年10月発足）である。ライブ前には演者と客・スタッフ・警備員含め全員で「ラジオ体操第一」を行い、アンコールのコール代わりにゆずの曲を歌う（観客の誰かが歌い出し、いつしか大合唱）というのが定番となっている。その際の曲は「贈る詩」が多く、その他に「する〜」「サヨナラバス」「友達の唄」「虹」などが歌われる。ライブでは、ラッキィ池田などが考案した振り付けを会場全員で踊る「ダンスコーナー」のようなパートが設けられることが多く、「夏色」と並びライブのハイライトとなっている。
ほとんどの曲のアレンジはゆずとプロデューサー・寺岡呼人によるものであったが、2008年のアルバム『WONDERFUL WORLD』以降は外注のアレンジャー（蔦谷好位置など）が参加するようになり、アレンジに大きな変化が起きている。このことについて、岩沢は『ここ5年くらいから二人組の役得というか、バンドではないので、いろんな人と試せるチャンスが実は凄いあるなということに気がついて』『デビュー当時とかは、俺達の音楽が変わっちゃうんじゃないかと思ったり、壊されたり踏み入られるのを嫌だった時期もあったんですけど、10周年超えたくらいから、ゆずという素材を使っていろんな人に「料理してください」と言えることを覚え始めて』と語っている。
音楽配信サービス開始当初は消極的であったが、2009年ごろからは配信限定シングルのリリースや、CD作品を先行配信するなど積極的な姿勢も見せている。2013年にはレコチョクアーティスト別年間ダウンロードランキングで、シングル部門7位、着うた部門10位となり、配信でもトップクラスの順位を記録している。

## メンバー
|              | 人名     | パート                                          |
| ------------ | -------- | ----------------------------------------------- |
| リーダー     | 北川悠仁 | ボーカル ギター タンバリン ピアニカ 雄叫び など |
| サブリーダー | 岩沢厚治 | ボーカル ギター ハーモニカ バンジョー など      |

「ゆず2018プロジェクト with 日本生命」で、2018年平昌オリンピック・パラリンピック日本代表選手団を応援していくためテーマソング「うたエール」を作るための新メンバーを募集。新たに2018名が公式メンバーとして加わり、「ゆず2018（ニーゼロイチハチ）」として2017年12月から2018年春にかけて活動した。

## 略歴

### インディーズ
1997年（平成9年）
- 10月25日、インディーズアルバム『ゆずの素』発売。

### メジャー
1998年（平成10年）
- 2月21日、ミニアルバム『ゆずマン』でメジャーデビュー。
- 3月3日、初のワンマンライブを渋谷公園通り劇場で行った。
- 4月6日、冠ラジオ番組『ゆずのオールナイトニッポンR』（ニッポン放送）放送開始。放送枠を何度か変更しながら約2年7か月間番組を担当。
- 4月29日 - 6月18日、全国路上LIVEサーキット（6ヵ所7公演）
- 6月3日、1stシングル「夏色」発売。
- 7月23日、1stフルアルバム『ゆず一家』発売。
- 8月13日、毎週日曜22:00から横浜松坂屋（伊勢佐木町）前で行っていた定例路上ライブを、人が集まりすぎるなど安全上の理由から8月いっぱいをもって終了することを決定。
- 8月30日、毎週日曜22:00から横浜松坂屋（伊勢佐木町）前で行っていた定例路上ライブがこの日をもって終了。
- 9月18日、『ゆず一家』からのリカットとなる2ndシングル「少年」を発売し、シングル・アルバム通じて自身初のオリコンチャートトップ10入りを果たす。
- 9月19日 - 10月30日、初のコンサートツアー「昇心旅行」を開催。
- 10月、公認ファンクラブ「ゆずの輪」発足。

1999年（平成11年）
- 10月14日、2ndフルアルバム『ゆずえん』発売。自身初のオリコンチャート1位を獲得し、ミリオンセラーを達成。自身最高の売上枚数を記録する。

2000年（平成12年）
- 5月31日、9thシングル「嗚呼、青春の日々」を発売し、シングルでは初のオリコンチャート1位を獲得。
- 10月18日、10thシングル「飛べない鳥」を発売し、シングルでは自身最高の売上枚数を記録。
- 11月1日、3rdフルアルバム『トビラ』発売。自身最高を初動売上を記録。

2001年（平成13年）
- 6月29日、初の東京ドームライブ「ふたりのビッグ（エッグ）・ショー」 開催。

2003年（平成15年）
- 2月5日 - 2月26日、「ゆずの2月は4部作」と銘打って15th - 18thシングルを各10万枚限定で毎週1枚ずつ4週間連続で発売。
- 12月31日、『第54回NHK紅白歌合戦』に初出場。横浜松坂屋前から中継で出演し、『夏色など…』と題して「夏色」「濃」「またあえる日まで」を歌唱。初のカウントダウンライブ『ゆずカウントダウンライブ2003〜2004 幸（せ）拍（手）歌合戦』開催。

2004年（平成16年）
- 9月5日、体育館ツアー2004「夢の地図」沖縄公演（沖縄ダンスクラブ松下）が台風18号の影響により初のライブ中止となる。
- 9月29日、横浜市より「横浜文化賞」の「文化・芸術奨励賞」を受賞し、10月30日に「第52回横浜文化賞」授賞式が行われた。
- 12月31日、『第55回NHK紅白歌合戦』に2回目の出場（歌唱曲は「栄光の架橋」）。

2005年（平成17年）
- 6月8日、本人らが選曲した初のベスト・アルバム『Going [2001-2005]』『Home [1997-2000]』を2枚同時発売。
- 7月23日・24日、NISSAN OTTI Presents YUZU STADIUM 2005 「GO HOME」開催（日産スタジアム）。

2006年（平成18年）
- 11月29日、小田和正とのスペシャルユニット「ゆずおだ」でシングル「クリスマスの約束」を発売。

2007年（平成19年）
- 10月3日、デビュー10周年記念の裏ベストアルバム『ゆずのね 1997-2007』発売。

2008年（平成20年）
- 2月6日、ライブDVD「ゆずのね」を発売し、自身初のオリコンDVD総合チャート1位を獲得。
- 10月20日、北川が10月スタートのフジテレビ月9ドラマ『イノセント・ラヴ』で連続ドラマ初出演（準主演）。

2009年（平成21年）
- 5月13日、キマグレンとのスペシャルユニット「ゆずグレン」として「two友」発売。
- 5月31日、横浜開港祭150周年記念式典天皇・皇后臨席ライブに出演。
- 8月1日、横浜スタジアムでゆず主催のロック・フェスティバル「音野祭」を開催（ゆずの他にキマグレンといきものがかりらが出演）。
- 12月1日、冠ラジオ番組『ゆずのオールナイトニッポンGOLD』（ニッポン放送）放送開始。約9年ぶりのオールナイトニッポンでのレギュラー放送となる。
- 12月31日、『第60回NHK紅白歌合戦』に5年ぶり3回目の出場（歌唱曲は「逢いたい」）。

2011年（平成23年）
- 3月23日、これまでに発表した全楽曲がiTunes Storeで配信開始。
- 4月20日、北川が作詞・作曲を担当した関ジャニ∞のシングル楽曲「T.W.L」が発売。ゆずが他アーティストに楽曲提供を行うのは初めてである（アーティストではないが、過去にネプチューンに楽曲を提供したことがある）。
- 5月3日、仙台市役所前の勾当台公園市民広場でストリートライブ形式のフリーライブを実施[12]。東日本大震災の影響で中止となったYUZU ARENA TOUR 「2-NI- × FUTARI」仙台公演の代替イベントとして行われ、ラジオ番組に数本出演し、番組内でフリーライブ開催を発表、3000人のファンを集めた[12]。なお、ゆずのストリートライブは13年ぶりである[12]。
- 12月31日、『第62回NHK紅白歌合戦』に出場（歌唱曲は「Hey和」）。

2012年（平成24年）
- 4月25日、15周年記念ベスト・アルバム『YUZU YOU』が発売。
- 5月26日 - 6月3日、京セラドーム大阪、東京ドームで15周年記念ライブを開催。
- 10月1日 - 10月28日、横浜 万国橋SOKOにて「ゆず展」開催。延べ2万人の来場。初日にはゆずの2人も登場。
- 10月24日 - ライブ作品『LIVE FILMS YUZU YOU DOME DAY1』と『LIVE FILMS YUZU YOU DOME DAY2』を同時発売。11月5日付オリコンDVD総合チャートで「DAY2」が1位、「DAY1」が2位となり、男性グループではV6、Kis-My-Ft2に続き、史上3組目となる「DVD総合チャート1位・2位独占」を果たした。また、ゆずの映像作品としては初めてブルーレイも発売された。

2013年（平成25年）
- 4月16日、ゆずのYouTube公式チャンネルがオープンされた。
- 12月30日、『第55回日本レコード大賞』にて『LAND』が最優秀アルバム賞を受賞し、出演。
- 12月31日、『第64回NHK紅白歌合戦』に出場（歌唱曲は「雨のち晴レルヤ」）。

2014年（平成26年）
- 3月7日、「SPACE SHOWER MUSIC VIDEO AWARDS」BEST ARTIST賞を受賞。
- 5月28日、国立競技場最後の音楽イベント「SAYONARA 国立競技場FINAL WEEK JAPAN NIGHT」に出演。
- 12月30日、『第56回日本レコード大賞』にて「雨のち晴レルヤ」が優秀作品賞を受賞し、出演。

2015年（平成27年）
- 3月26日、『ゆずのオールナイトニッポンGOLD』が放送終了。
- 4月7日、NHK総合テレビで北川が初MCを務める『めざせ!2020年のオリンピアン/パラリンピアン』が放送開始。
- 8月15日 - 8月16日、横浜スタジアムで弾き語りライブ「二人参客」を開催。それに伴うファンクラブイベントとして7月30日、31日に「ゆずの輪 presents 二人参客 前夜祭 〜にほんのうた〜」（会場は身曾岐神社）、8月17日には「ゆずの輪 presents 二人参客 後夜祭 〜ゆずっこ感謝DAY〜 in 横浜スタジアム」も開催。
- 9月9日、弾き語りライブ「二人参客」の二日間のライブ音源が、14年ぶりのライブアルバム『二人参客 2015.8.15〜緑の日〜』『二人参客 2015.8.16〜黄色の日〜』として同時発売。9月21日付オリコンアルバムチャートでは『8.15』が1位、『8.16』が2位となり、22年4か月ぶりのライブアルバム1・2位独占を達成。
- 9月30日、弾き語りライブ「二人参客」内で行われた特別企画のライブ音源を初となる12インチレコード盤「NININ SANKYAKU YUZU MEGA MIX」として発売。
- 12月31日、『第66回NHK紅白歌合戦』に出場。アスリートの映像をバックに歌唱（歌唱曲は「かける」）。

2016年（平成28年）
- 2月28日、「SPACE SHOWER MUSIC AWARDS」で「終わらない歌」が「VIDEO OF THE YEAR（もっとも優れたミュージックビデオに授与される賞）」を受賞[13]。
- 7月9日 ‐ 8月3日、ゆず初のアジアツアー「YUZU ASIA TOUR 2016 Summer NATSUIRO」開催。シンガポール公演を皮切りに香港、台湾、凱旋公演として大阪、東京でライブを行う。また7月15日には台湾にて初の路上ライブを行う。
- 11月26日 - 11月27日、東京ドームで20周年突入記念弾き語りライブ「ゆずのみ」を開催。
- 12月31日、『第67回NHK紅白歌合戦』に出場（歌唱曲は「見上げてごらん夜の星を～ぼくらのうた～」）。

2017年（平成29年）
- 4月26日、デビュー20周年を記念した、オールタイム・ベストアルバム『YUZU 20th Anniversary ALL TIME BEST ALBUM ゆずイロハ 1997-2017』発売。
- 5月3日 - 6月4日、初開催のナゴヤドーム、福岡ヤフオク!ドームを含む自身初の全国ドームツアー「YUZU 20th Anniversary DOME TOUR 2017 ゆずイロハ」開催。
- 6月21日、6月28日、初の試みとして『謳おう』、『4LOVE』とEP作品を2週連続発売。
- 12月8日、「ゆず2018プロジェクト with 日本生命」として新メンバー2018名を発表。2018年春まで活動。ともに「うたエール」を制作した。
- 12月22日、カトレヤプラザ伊勢佐木屋上で「冬至の日ライブ ファイナル」を開催。冬至の日ライブに終止符を打つ。
- 12月30日、『第59回日本レコード大賞』にて特別賞を受賞し、出演。
- 12月31日、『第68回NHK紅白歌合戦』に出場し、初の大トリとして歌唱（歌唱曲は「栄光の架橋」）。

2018年（平成30年）
- 3月1日、「SPACE SHOWER MUSIC AWARDS2018」において、BEST POP ARTIST、ARTIST OF THE YEARの各賞を受賞した。
- 10月5日、ファンクラブイベント「ゆずの輪 presents 秋祭り 杜の音～ゆずの大応援 in 横浜文化体育館」で「ギターピックで作った最大の文章（Largest guitar pick sentence）」のギネス世界記録を達成[14]。
- 12月31日、『第69回NHK紅白歌合戦』に出場（歌唱曲は「うたエール」）。

2019年（平成31年/令和元年）
- 4月10日、東京・国立劇場で開催された「天皇陛下御即位三十年奉祝感謝の集い」に出演。
- 5月11日 - 7月7日、音楽史上初の弾き語りドームツアー「ゆず 弾き語りドームツアー2019 ゆずのみ〜拍手喝祭〜」開催[15]。
- 5月15日、これまで発表した全310曲を定額制配信サービスにてストリーミング配信開始。Apple Musicでは5月10日から独占先行配信。
- 6月29日、台湾のグラミー賞と呼ばれる「第30回金曲奨」に日本代表アーティストとして特別出演。
- 12月21日、新国立競技場で開催された「国立競技場オープニングイベント ～HELLO, OUR STADIUM～」にサプライズゲストとして出演。
- 12月31日、『第70回NHK紅白歌合戦』に出場。『紅白SPメドレー 2019-2020』として「栄光の架橋」と「SEIMEI」を歌唱。

2020年（令和2年）
- 3月28日 - 6月28日、「YUZU ARENA TOUR 2020 YUZUTOWN」 を開催予定だったが、新型コロナウイルス感染拡大を受けて一旦延期となった後、全公演中止となった。
- 9月16日、オールタイムライブ映像ベスト『YUZU ALL TIME BEST LIVE AGAIN 1997-2007』『YUZU ALL TIME BEST LIVE AGAIN 2008-2020』を2作同時発売。
- 9月27日 - 10月25日、初のオンラインツアー「YUZU ONLINE TOUR 2020 AGAIN」として5週連続で無観客配信ライブを開催。
- 12月31日、『第71回NHK紅白歌合戦』に出場（歌唱曲は「雨のち晴レルヤ 〜歓喜の歌 紅白SP〜」）。

2021年（令和3年）
- 5月29日 - 6月5日、中止となった「YUZU ARENA TOUR 2020 YUZUTOWN」の代替公演として、無観客配信ライブ「YUZU ONLINE LIVE 2021 YUZUTOWN / ALWAYS YUZUTOWN」を2週にわたって開催。
- 12月31日、『第72回NHK紅白歌合戦』に出場（歌唱曲は「虹」）。

2022年（令和4年）
- 3月30日、『日テレ系音楽の祭典 Premium Music 2022』にて「ゆずデビュー25周年記念ドラマ」が放送[16]。
- 4月2日、TikTokでデビュー25周年を記念したTikTok LIVEをチームラボプラネッツ TOKYO DMM.comから配信[17]。
- 12月30日、『第64回日本レコード大賞』にて特別賞を受賞し、出演。
- 12月31日、『第73回NHK紅白歌合戦』に出場（歌唱曲は「夏色」、北川が楽曲提供した関ジャニ∞の「T.W.L」にも参加）。

2023年（令和5年）
- 9月29日 - 10月1日、Kアリーナ横浜の杮落とし公演として「YUZU SPECIAL LIVE 2023 HIBIKI in K-Arena Yokohama」開催。11月にも同所でアンコール公演を開催。5日間でのべ10万人を動員した。
- 12月31日、『第74回NHK紅白歌合戦』に出場（歌唱曲は「ビューティフル」）。

2024年（令和6年）
- 3月22日 - 3月31日、ライブ映像作品『LIVE FILMS HIBIKI DAY1 BLUE×FUTARI』『LIVE FILMS HIBIKI DAY2 RED×ALL STARS』（ともに4月17日発売）を全国4カ所の映画館で上映[18]。2週連続で週末3日間限定での上映（22日-24日に『DAY1』、29日-31日に『DAY2』）。応援上映として4月にも再上映（8日に『DAY1』9日に『DAY2』）。
- 4月6日 - 7日、横浜BUNTAIの杮落とし公演として「YUZU LIVE 2024 AGAIN AGAIN in 横浜BUNTAI」を開催。
- 12月30日 - 31日、横浜BUNTAIにて自身初のオーケストラコンサート「YUZU Orchestra Concert 2024 ゆず晦日」を開催。

## ディスコグラフィ

### シングル

#### CDシングル
単独名義のシングルには、ゆずの2人が必要ないと感じているため基本的にはカラオケver.等のインストver.は収録されていなかったが、44thシングル「マスカット」で初めてカラオケver.が収録された。
|      | 発売日         | タイトル                                                     | 規格   | 販売生産番号                        | 最高位 | 収録アルバム                                    |
| ---- | -------------- | ------------------------------------------------------------ | ------ | ----------------------------------- | ------ | ----------------------------------------------- |
| 1st  | 1998年6月3日   | 夏色                                                         | 8cmCD  | SNDC-28901                          | 17位   | ゆず一家                                        |
| 2nd  | 1998年9月18日  | 少年                                                         | 8cmCD  | SNDC-28902                          | 10位   | ゆず一家                                        |
| 3rd  | 1998年11月11日 | からっぽ                                                     | 8cmCD  | SNDC-28903                          | 4位    | ゆずえん                                        |
| 4th  | 1999年1月20日  | いつか                                                       | 12cmCD | SNCC-88973                          | 4位    | ゆずえん                                        |
| 5th  | 1999年3月17日  | サヨナラバス                                                 | 8cmCD  | SNDC-28904                          | 4位    | ゆずえん                                        |
| 6th  | 1999年8月18日  | センチメンタル                                               | 12cmCD | SNCC-88976                          | 3位    | ゆずえん                                        |
| 7th  | 1999年9月29日  | 友達の唄                                                     | 12cmCD | SNCC-88975                          | 2位    | ゆずえん                                        |
| 8th  | 1999年11月25日 | 心のままに/くず星                                            | 12cmCD | SNCC-88978                          | 2位    | トビラ (#1)                                     |
| 8th  | 1999年11月25日 | 心のままに/くず星                                            | 12cmCD | SNCC-88978                          | 2位    | 歌時記 〜ふたりのビッグ（エッグ）ショー篇〜(#2) |
| 9th  | 2000年5月31日  | 嗚呼、青春の日々                                             | 12cmCD | SNCC-88979                          | 1位    | トビラ                                          |
| 10th | 2000年10月18日 | 飛べない鳥                                                   | 12cmCD | SNCC-88983                          | 1位    | トビラ                                          |
| 11th | 2001年5月23日  | 3カウント                                                    | 12cmCD | SNCC-88986                          | 2位    | ユズモア                                        |
| 12th | 2002年2月13日  | アゲイン2                                                    | 12cmCD | SNCC-88988                          | 1位    | ユズモア                                        |
| 13th | 2002年2月20日  | 恋の歌謡日                                                   | 12cmCD | SNCC-88989                          | 3位    | ゆずイロハ 1997-2017                            |
| 14th | 2002年10月17日 | またあえる日まで                                             | 12cmCD | SNCC-88991                          | 2位    | すみれ                                          |
| 15th | 2003年2月5日   | 青                                                           | 12cmCD | SNCC-88994 限定生産盤               | 4位    | すみれ                                          |
| 16th | 2003年2月12日  | 呼吸                                                         | 12cmCD | SNCC-88995 限定生産盤               | 5位    | すみれ                                          |
| 17th | 2003年2月19日  | 3番線/水平線                                                 | 12cmCD | SNCC-88996 限定生産盤               | 5位    | すみれ (#1)                                     |
| 17th | 2003年2月19日  | 3番線/水平線                                                 | 12cmCD | SNCC-88996 限定生産盤               | 5位    | アルバム未収録 (#2)                             |
| 18th | 2003年2月26日  | スミレ                                                       | 12cmCD | SNCC-88997 限定生産盤               | 4位    | すみれ                                          |
| 19th | 2003年10月22日 | 歩行者優先/濃                                                | 12cmCD | SNCC-86904                          | 1位    | 1 〜ONE〜 (#1)                                  |
| 19th | 2003年10月22日 | 歩行者優先/濃                                                | 12cmCD | SNCC-86904                          | 1位    | アルバム未収録 (#2)                             |
|      | 2004年4月12日  | 威風堂々                                                     | 12cmCD | 7840-P                              |        | アルバム未収録                                  |
| 20th | 2004年6月2日   | 桜木町/シュミのハバ/夢の地図                                 | 12cmCD | SNCC-86907                          | 3位    | 1 〜ONE〜                                       |
| 21st | 2004年7月22日  | 栄光の架橋                                                   | 12cmCD | SNCC-86908                          | 2位    | 1 〜ONE〜                                       |
|      | 2005年7月13日  | We are F・Marinos                                            | 12cmCD | 7848-P                              |        | アルバム未収録                                  |
| 22nd | 2005年11月9日  | 超特急/陽はまた昇る                                          | 12cmCD | SNCC-86912                          | 2位    | リボン                                          |
| 23rd | 2007年3月7日   | 春風                                                         | 12cmCD | SNCC-89902                          | 3位    | WONDERFUL WORLD                                 |
|      | 2007年5月23日  | Original Soundtrack Single 映画「しゃべれども しゃべれども」 | 12cmCD | SNCC-89903（初回限定生産盤）        | 4位    | WONDERFUL WORLD                                 |
| 24th | 2008年2月6日   | ストーリー                                                   | 12cmCD | SNCC-89904                          | 2位    | WONDERFUL WORLD                                 |
| 25th | 2008年6月25日  | Yesterday and Tomorrow                                       | 12cmCD | SNCC-89905                          | 4位    | FURUSATO                                        |
| 26th | 2008年11月5日  | シシカバブー                                                 | CD+DVD | SNCC-89906（初回盤）                | 2位    | FURUSATO                                        |
| 26th | 2008年11月5日  | シシカバブー                                                 | 12cmCD | SNCC-89907（通常盤）                | 2位    | FURUSATO                                        |
| 27th | 2009年4月22日  | 逢いたい                                                     | 12cmCD | SNCC-89908                          | 3位    | FURUSATO                                        |
| 28th | 2009年7月29日  | いちご                                                       | 12cmCD | SNCC-89911 限定生産盤               | 2位    | FURUSATO                                        |
| 29th | 2009年9月2日   | 虹                                                           | 12cmCD | SNCC-89912                          | 2位    | FURUSATO                                        |
| 30th | 2010年2月3日   | 桜会/マイライフ                                              | 12cmCD | SNCC-89913                          | 2位    | 2 -NI-                                          |
| 31st | 2010年8月25日  | 慈愛への旅路                                                 | 12cmCD | SNCC-89914                          | 5位    | 2 -NI-                                          |
| 32nd | 2010年12月1日  | from                                                         | CD+DVD | SNCC-89915（初回盤）                | 2位    | 2 -NI-                                          |
| 32nd | 2010年12月1日  | from                                                         | 12cmCD | SNCC-89916（通常盤）                | 2位    | 2 -NI-                                          |
| 33rd | 2011年1月19日  | Hey和                                                        | 12cmCD | SNCC-89917                          | 3位    | 2 -NI-                                          |
| 34th | 2011年11月30日 | 翔                                                           | CD+DVD | SNCC-89919（初回盤）                | 5位    | LAND                                            |
| 34th | 2011年11月30日 | 翔                                                           | 12cmCD | SNCC-89920（通常盤）                | 5位    | LAND                                            |
| 35th | 2012年5月23日  | with you                                                     | 12cmCD | SNCC-89921                          | 5位    | LAND                                            |
| 36th | 2012年8月8日   | また明日                                                     | 4曲CD  | SNCC-89923（初回盤）                | 7位    | LAND                                            |
| 36th | 2012年8月8日   | また明日                                                     | 12cmCD | SNCC-89924（通常盤）                | 7位    | LAND                                            |
| 37th | 2013年1月9日   | REASON                                                       | CD+DVD | SNCC-89925（ゆず盤）                | 3位    | LAND                                            |
| 37th | 2013年1月9日   | REASON                                                       | CD+DVD | SNCC-89927 （HUNTER×HUNTER盤）      | 3位    | LAND                                            |
| 37th | 2013年1月9日   | REASON                                                       | 12cmCD | SNCC-89926（通常盤）                | 3位    | LAND                                            |
| 38th | 2013年9月18日  | 友 〜旅立ちの時〜                                            | CD+DVD | SNCC-89928 限定生産盤               | 5位    | 新世界                                          |
| 39th | 2013年11月13日 | 雨のち晴レルヤ/守ってあげたい                                | 12cmCD | SNCC-89929                          | 3位    | 新世界                                          |
| 40th | 2013年12月25日 | 表裏一体                                                     | 12cmCD | SNCC-89930（通常盤）                | 4位    | 新世界                                          |
| 40th | 2013年12月25日 | 表裏一体                                                     | 12cmCD | SNCC-89931 （HUNTER×HUNTER盤）      | 4位    | 新世界                                          |
| 41st | 2014年2月12日  | ヒカレ                                                       | 12cmCD | SNCC-89932                          | 8位    | 新世界                                          |
| 42nd | 2015年4月15日  | OLA!!                                                        | 12cmCD | SNCC-89933 （ゆず盤）               | 6位    | TOWA                                            |
| 42nd | 2015年4月15日  | OLA!!                                                        | 12cmCD | SNCC-89934 （クレヨンしんちゃん盤） | 6位    | TOWA                                            |
| 43rd | 2015年8月12日  | 終わらない歌                                                 | 12cmCD | SNCC-89935                          | 5位    | TOWA                                            |
| 44th | 2018年8月1日   | マスカット                                                   | 12cmCD | SNCC-89939 （通常盤）               | 10位   | YUZUTOWN                                        |
| 44th | 2018年8月1日   | マスカット                                                   | 12cmCD | SNCP-89940 （会場限定盤）           | 10位   | YUZUTOWN                                        |
| 45th | 2025年8月27日  | GET BACK                                                     | 12cmCD | TFCC-89797 完全生産限定版           |        | アルバム未収録                                  |

#### 配信シングル
|      | 配信日         | タイトル                                | 規格                                             | 収録アルバム         |
| ---- | -------------- | --------------------------------------- | ------------------------------------------------ | -------------------- |
| 1st  | 2002年4月8日   | アゲイン                                | MDダウンロード                                   | ゆずのね 1997-2007   |
| 2nd  | 2011年7月20日  | LOVE&PEACH                              | デジタル・ダウンロード/ストリーミング            | LAND                 |
| 3rd  | 2013年1月30日  | イロトリドリ                            | デジタル・ダウンロード/ストリーミング            | LAND                 |
| 4th  | 2014年7月18日  | 夜霧の伊勢佐木町 〜愛の真世界編〜       | デジタル・ダウンロード/ストリーミング            | アルバム未収録       |
| 5th  | 2015年1月2日   | ポケット                                | デジタル・ダウンロード/ストリーミング            | TOWA                 |
| 6th  | 2015年7月1日   | かける                                  | デジタル・ダウンロード/ストリーミング            | TOWA                 |
| 7th  | 2015年10月20日 | TOWA                                    | デジタル・ダウンロード/ストリーミング            | TOWA                 |
| 8th  | 2016年7月25日  | 見上げてごらん夜の星を 〜ぼくらのうた〜 | デジタル・ダウンロード/ストリーミング            | ゆずイロハ 1997-2017 |
| 9th  | 2017年3月11日  | タッタ                                  | デジタル・ダウンロード/ストリーミング            | BIG YELL             |
| 10th | 2017年10月13日 | 恋、弾けました。                        | デジタル・ダウンロード/ストリーミング            | BIG YELL             |
| 11th | 2018年2月9日   | うたエール                              | デジタル・ダウンロード/ストリーミング            | BIG YELL             |
| 12th | 2018年5月29日  | 公園通り                                | デジタル・ダウンロード/ストリーミング/会場限定CD | YUZUTOWN             |
| 13th | 2018年7月20日  | うたエール (弾き語りバージョン)         | デジタル・ダウンロード/ストリーミング            | アルバム未収録       |
| 14th | 2018年11月16日 | マボロシ                                | デジタル・ダウンロード/ストリーミング            | YUZUTOWN             |
| 15th | 2019年5月10日  | SEIMEI                                  | デジタル・ダウンロード/ストリーミング            | YUZUTOWN             |
| 16th | 2019年7月7日   | GreenGreen                              | デジタル・ダウンロード/ストリーミング            | YUZUTOWN             |
| 17th | 2020年5月25日  | そのときには                            | デジタル・ダウンロード/ストリーミング            | PEOPLE               |
| 18th | 2020年8月17日  | 公私混同                                | デジタル・ダウンロード/ストリーミング            | PEOPLE               |
| 19th | 2021年6月2日   | NATSUMONOGATARI                         | デジタル・ダウンロード/ストリーミング            | PEOPLE               |
| 20th | 2021年11月10日 | 奇々怪界-KIKIKAIKAI-                    | デジタル・ダウンロード/ストリーミング            | PEOPLE               |
| 21st | 2022年5月18日  | 明日の君と                              | デジタル・ダウンロード/ストリーミング            | SEES                 |
| 22nd | 2023年6月21日  | SUBWAY                                  | デジタル・ダウンロード/ストリーミング            | 図鑑                 |
| 23rd | 2023年8月23日  | ビューティフル                          | デジタル・ダウンロード/ストリーミング            | 図鑑                 |
| 24th | 2024年5月15日  | Chururi                                 | デジタル・ダウンロード/ストリーミング            | 図鑑                 |
| 25th | 2024年7月17日  | 夏色 [再録]                             | デジタル・ダウンロード/ストリーミング            | アルバム未収録       |
| 26th | 2024年11月27日 | Chururi(feat.松たか子)                  | デジタル・ダウンロード/ストリーミング            | アルバム未収録       |
| 27th | 2024年12月27日 | flowers                                 | デジタル・ダウンロード/ストリーミング            | アルバム未収録       |
| 28th | 2025年7月30日  | シビレル                                | デジタル・ダウンロード/ストリーミング            | アルバム未収録       |
| 29th | 2025年8月27日  | 尤                                      | デジタル・ダウンロード/ストリーミング            | アルバム未収録       |

### EP
|     | 発売日        | タイトル     | 規格 | 販売生産番号 | 最高位 |
| --- | ------------- | ------------ | ---- | ------------ | ------ |
| 1st | 2017年6月21日 | 「謳おう」EP | CD   | SNCC-89936   | 5位    |
| 2nd | 2017年6月28日 | 「4LOVE」EP  | CD   | SNCC-89937   | 4位    |

### アルバム

#### オリジナルアルバム
|      | 発売日         | タイトル        | 規格       | 販売生産番号                             | 最高位 |
| ---- | -------------- | --------------- | ---------- | ---------------------------------------- | ------ |
| 1st  | 1998年7月23日  | ゆず一家        | CD         | SNCC-88972                               | 6位    |
| 2nd  | 1999年10月14日 | ゆずえん        | CD         | SNCC-88977                               | 1位    |
| 3rd  | 2000年11月1日  | トビラ          | CD         | SNCC-88984                               | 1位    |
| 4th  | 2002年3月6日   | ユズモア        | CD         | SNCC-88990                               | 2位    |
| 5th  | 2003年3月19日  | すみれ          | CD         | SNCC-86901 (初回版)                      | 1位    |
| 5th  | 2003年3月19日  | すみれ          | CD         | SNCC-86902 (通常版)                      | 1位    |
| 6th  | 2004年9月15日  | 1 〜ONE〜       | CD         | SNCC-86909                               | 1位    |
| 7th  | 2006年1月18日  | リボン          | CD+DVD     | SNCC-86913 (初回版)                      | 1位    |
| 7th  | 2006年1月18日  | リボン          | CD         | SNCC-86914 (通常版)                      | 1位    |
| 8th  | 2008年4月16日  | WONDERFUL WORLD | CD+DVD     | SNCC-86917 (初回版)                      | 3位    |
| 8th  | 2008年4月16日  | WONDERFUL WORLD | CD         | SNCC-86918 (通常版)                      | 3位    |
| 9th  | 2009年10月7日  | FURUSATO        | CD         | SNCC-86919                               | 1位    |
| 10th | 2011年2月16日  | 2-NI-           | CD+DVD     | SNCC-86921(初回盤)                       | 1位    |
| 10th | 2011年2月16日  | 2-NI-           | CD         | SNCC-86922 (通常盤)                      | 1位    |
| 11th | 2013年5月1日   | LAND            | CD         | SNCC-86924                               | 1位    |
| 12th | 2014年2月19日  | 新世界          | CD (2枚組) | SNCC-86925 (初回盤)                      | 2位    |
| 12th | 2014年2月19日  | 新世界          | CD         | SNCC-86926 (通常盤)                      | 2位    |
| 13th | 2016年1月13日  | TOWA            | 2CD＋DVD   | SNCC-86929 (初回盤 COMPLETE BOX)         | 2位    |
| 13th | 2016年1月13日  | TOWA            | CD         | SNCC-86930 (通常盤)                      | 2位    |
| 14th | 2018年4月4日   | BIG YELL        | CD＋DVD    | SNCC-86932 (初回生産限定盤)              | 2位    |
| 14th | 2018年4月4日   | BIG YELL        | CD         | SNCC-86933 (通常盤)                      | 2位    |
| 14th | 2018年4月4日   | BIG YELL        | CD         | PPTF-8113 (ファンクラブ盤)               | 2位    |
| 15th | 2020年3月4日   | YUZUTOWN        | CD         | SNCC-86934 (初回盤)                      | 2位    |
| 15th | 2020年3月4日   | YUZUTOWN        | CD         | SNCC-86935 (通常盤)                      | 2位    |
| 16th | 2022年3月23日  | PEOPLE          | CD+Blu-ray | TFCC-86831~2 (初回限定盤CD+Blu-ray)      | 2位    |
| 16th | 2022年3月23日  | PEOPLE          | CD+DVD     | TFCC-86833~4 (初回限定盤CD+DVD)          | 2位    |
| 16th | 2022年3月23日  | PEOPLE          | CD         | TFCC-86835 (通常盤)                      | 2位    |
| 17th | 2022年6月29日  | SEES            | CD+Blu-ray | TFCC-86870~1 (初回限定盤CD+Blu-ray)      | 4位    |
| 17th | 2022年6月29日  | SEES            | CD+DVD     | TFCC-86872~3 (初回限定盤CD+DVD)          | 4位    |
| 17th | 2022年6月29日  | SEES            | CD         | TFCC-86874 (通常盤)                      | 4位    |
| 18th | 2024年7月31日  | 図鑑            | CD+Blu-ray | TFCC-81087〜81088 (初回限定盤CD+Blu-ray) | 3位    |
| 18th | 2024年7月31日  | 図鑑            | CD+DVD     | TFCC-81089〜81090 (初回限定盤CD+DVD)     | 3位    |
| 18th | 2024年7月31日  | 図鑑            | CD         | TFCC-81091 (通常盤)                      | 3位    |
| 18th | 2024年7月31日  | 図鑑            | 2CD        | PPTF-8163〜8164 (Visual Art Box)         | 3位    |

#### ミニアルバム
|     | 発売日                   | タイトル     | 規格 | 販売生産番号              | 最高位 |
| --- | ------------------------ | ------------ | ---- | ------------------------- | ------ |
| 1st | 1997年10月25日           | ゆずの素     | CD   | SCLX-2002（インディーズ） | 63位   |
| 1st | 2010年7月14日 （再発売） | ゆずの素     | CD   | SNCC-86920                | 7位    |
| 2nd | 1998年2月21日            | ゆずマン     | CD   | SNCC-88971                | 29位   |
| 3rd | 2000年7月12日            | ゆずマンの夏 | CD   | SNCC-88981                | 1位    |
| 4th | 2003年7月30日            | ゆずスマイル | CD   | SNCC-86903                | 1位    |

#### ベストアルバム
|                              | 発売日        | タイトル                                                       | 規格       | 販売生産番号        | 最高位 |
| ---------------------------- | ------------- | -------------------------------------------------------------- | ---------- | ------------------- | ------ |
| ベスト・アルバム             | 2005年6月8日  | Home [1997-2000]                                               | CD         | SNCC-86911          | 1位    |
| ベスト・アルバム             | 2005年6月8日  | Going [2001-2005]                                              | CD         | SNCC-86910          | 2位    |
| ベスト・アルバム（裏ベスト） | 2007年10月3日 | ゆずのね 1997-2007                                             | 2CD+DVD    | SNCC-86915 (初回版) | 2位    |
| ベスト・アルバム（裏ベスト） | 2007年10月3日 | ゆずのね 1997-2007                                             | CD (2枚組) | SNCC-86916 (通常版) | 2位    |
| ベスト・アルバム             | 2012年4月25日 | YUZU YOU [2006-2011]                                           | CD         | SNCC-86923          | 1位    |
| オールタイム・ベストアルバム | 2017年4月26日 | YUZU 20th Anniversary ALL TIME BEST ALBUM ゆずイロハ 1997-2017 | CD (3枚組) | SNCC-86931          | 1位    |

#### ライブアルバム
| 発売日         | タイトル                                                               | 規格                                  | 販売生産番号                      | 最高位 |
| -------------- | ---------------------------------------------------------------------- | ------------------------------------- | --------------------------------- | ------ |
| 1999年6月23日  | 歌時記 〜サクラサク篇〜                                                | CD                                    | SNCC-88974                        | 2位    |
| 2001年7月18日  | 歌時記 〜ふたりのビッグ（エッグ）ショー篇〜                            | CD                                    | SNCC-88987                        | 3位    |
| 2015年9月9日   | 二人参客 2015.8.15〜緑の日〜                                           | CD                                    | SNCC-86927                        | 1位    |
| 2015年9月9日   | 二人参客 2015.8.16〜黄色の日〜                                         | CD                                    | SNCC-86928                        | 2位    |
| 2015年9月30日  | NININ SANKYAKU YUZU MEGA MIX                                           | 12inchレコード                        | SNJC-38901                        | 44位   |
| 2019年8月8日   | ゆずのみ〜拍手喝祭〜 日替わり全曲集+1                                  | CD                                    | PPTF-8120（完全生産限定盤「ゆ」） |        |
| 2019年8月8日   | ゆずのみ〜拍手喝祭〜 日替わり全曲集+1                                  | CD                                    | PPTF-8121（完全生産限定盤「ず」） |        |
| 2022年9月17日  | YUZU ARENA TOUR 2022 SEES -ALWAYS with you-                            | デジタル・ダウンロード/ストリーミング |                                   | 1位    |
| 2022年10月25日 | YUZU ARENA TOUR 2022 PEOPLE -ALWAYS with you-                          | デジタル・ダウンロード/ストリーミング |                                   | 2位    |
| 2024年4月17日  | YUZU SPECIAL LIVE 2023 HIBIKI in K-Arena Yokohama DAY1 BLUE X FUTARI   | デジタル・ダウンロード/ストリーミング |                                   | 18位   |
| 2024年4月17日  | YUZU SPECIAL LIVE 2023 HIBIKI in K-Arena Yokohama DAY2 RED X ALL STARS | デジタル・ダウンロード/ストリーミング |                                   | 16位   |

### 映像作品
「LIVE FILMS」はコンサートの模様を収録したもの、「録歌選（ろっかせん）」はプロモーションビデオ（ミュージックビデオ）を収録したものとなっている。太字でないものはファンクラブなどの販路限定で販売されたもの。
| 分類           | 発売日                        | タイトル                                                                          | 規格              | 規格品番                            | 最高位 |
| -------------- | ----------------------------- | --------------------------------------------------------------------------------- | ----------------- | ----------------------------------- | ------ |
| ライブビデオ   | 1999年03月17日 2002年01月23日 | LIVE FILMS ふたり                                                                 | VHS DVD           | SNVQ-68901 SNBQ-18905               |        |
| PV集           | 2000年02月16日 2001年12月26日 | 録歌選 金 録歌選 銀 録歌選 金銀                                                   | VHS DVD           | SNVQ-68902 SNVQ-68903 SNBQ-18903    |        |
| ライブビデオ   | 2000年04月12日 2002年01月23日 | LIVE FILMS ふたり 秋味                                                            | VHS DVD           | SNVQ-68904 SNBQ-18906               |        |
| ライブビデオ   | 2001年04月04日 2001年05月16日 | LIVE FILMS TOBIRA TOUR 2000〜2001                                                 | VHS DVD           | SNVQ-68905 SNBQ-18901               | 7位    |
| ライブビデオ   | 2001年12月26日                | LIVE FILMS ふたりのビッグ(エッグ)ショー 〜2時間53分 TOKYO DOME 完全ノーカット版〜 | VHS DVD           | SNVQ-68906 SNBQ-18902               | 14位   |
| ライブビデオ   | 2002年01月23日                | LIVE FILMS スタジアムツアー 満員音(楽)礼〜熱闘！Bomb踊り〜                        | VHS DVD           | SNVQ-68907 SNBQ-18904               | 9位    |
| ライブビデオ   | 2002年08月                    | LIVE FILMS ユズモラス完全版                                                       | VHS DVD           | 6810-P 1851-P                       |        |
| ビデオクリップ | 2002年08月07日                | 恋の歌謡日                                                                        | VHS DVD           | SNVQ-68908 SNBQ-18907               | 5位    |
| PV集           | 2003年01月22日                | 録歌選 紅                                                                         | VHS DVD           | SNVQ-68909 SNBQ-18908               | 7位    |
| PV集           | 2003年05月21日                | 録歌選 菫                                                                         | VHS DVD           | SNVQ-68910 SNBQ-18910               | 7位    |
| ライブビデオ   | 2003年10月22日                | LIVE FILMS すみれ                                                                 | VHS DVD           | SNVQ-68911 SNBQ-18911               | 5位    |
| ライブビデオ   | 2003年10月                    | 夏休み子供コンサート ゆずスマイル                                                 | VHS DVD           | 6812-P 1852-P                       |        |
| ライブビデオ   | 2005年02月                    | LIVE FILMS 夢の地図                                                               | DVD               | 1855-P                              |        |
| ライブビデオ   | 2005年04月06日                | LIVE FILMS 1 〜ONE〜                                                              | DVD               | SNBQ-18912                          | 3位    |
| PV集           | 2005年04月06日                | 録歌選 1〜ONE〜                                                                   | DVD               | SNBQ-18913                          | 6位    |
| ライブビデオ   | 2005年11月16日                | LIVE FILMS GO HOME                                                                | DVD               | SNBQ-18914                          | 6位    |
| DVDシングル    | 2005年11月                    | 今夜君を迎えに行くよ                                                              | DVD               | THP-0005（1859-P）                  |        |
| ライブビデオ   | 2006年09月                    | ゆずスマイルコンサート 2006 〜にほんのうた〜                                      | DVD               | THP-0009（1863-P）                  |        |
| ライブビデオ   | 2006年10月04日                | LIVE FILMS リボン                                                                 | DVD               | SNBQ-18915                          | 3位    |
| ライブビデオ   | 2008年02月06日                | LIVE FILMS 「ゆずのね」                                                           | DVD               | SNBQ-18916                          | 1位    |
| ライブビデオ   | 2008年11月05日                | LIVE FILMS WONDERFUL WORLD                                                        | DVD               | SNBQ-18917                          | 2位    |
| ライブビデオ   | 2009年02月                    | 素晴らしきこの世界                                                                | DVD               | 1870-P                              |        |
| PV集           | 2009年04月22日                | 録歌選 緑                                                                         | DVD               | SNBQ-18918                          | 6位    |
| PV集           | 2010年02月03日                | 録歌選 虹                                                                         | DVD               | SNBQ-18919                          | 4位    |
| ライブビデオ   | 2010年07月14日                | LIVE FILMS FURUSATO                                                               | DVD               | SNBQ-18920                          | 3位    |
| ライブビデオ   | 2011年11月30日                | LIVE FILMS 2-NI-                                                                  | DVD               | SNBQ-18922                          | 2位    |
| ライブビデオ   | 2012年10月24日                | LIVE FILMS YUZU YOU DOME 〜二人で、どうむありがとう〜                             | DVD Blu-ray       | SNBQ-18923 SNXQ-78901               | 2位    |
| ライブビデオ   | 2012年10月24日                | LIVE FILMS YUZU YOU DOME 〜みんな、どうむありがとう〜                             | DVD Blu-ray       | SNBQ-18924 SNXQ-78902               | 1位    |
| PV集           | 2013年01月09日                | 録歌選 2-NI-                                                                      | DVD               | SNBQ-18925                          | 3位    |
| ライブビデオ   | 2013年06月                    | LIVE FILMS YUZU YOU ARENA 〜みんなと、どこまでも〜                                | DVD Blu-ray       | PPTF-1010 PPTF-7001                 |        |
| PV集           | 2013年09月18日                | 録歌選 LAND                                                                       | DVD Blu-ray       | SNBQ-18926 SNXQ-78903               | 10位   |
| ライブビデオ   | 2013年12月25日                | LIVE FILMS GO LAND                                                                | DVD Blu-ray       | SNBQ-18927 SNXQ-78904               | 5位    |
| ライブビデオ   | 2014年11月26日                | LIVE FILMS 新世界                                                                 | DVD Blu-ray       | SNBQ-18928 SNXQ-78905               | 1位    |
| PV集           | 2014年11月26日                | 録歌選 新世界                                                                     | DVD Blu-ray       | SNBQ-18929 SNXQ-78906               | 3位    |
| ライブビデオ   | 2016年4月27日                 | LIVE FILMS TOWA -episode zero-                                                    | DVD Blu-ray       | SNBQ-18930 SNXQ-78907               | 3位    |
| PV集           | 2016年4月27日                 | 録歌選 TOWA                                                                       | DVD Blu-ray       | SNBQ-18931 SNXQ-78908               | 9位    |
| テレビ番組     | 2017年1月25日                 | CDTV スーパーリクエストDVD～ゆず～                                                | DVD               | DQB-72                              | 5位    |
| ライブビデオ   | 2017年12月6日                 | LIVE FILMS ゆずのみ                                                               | DVD Blu-ray       | SNBQ-18932 SNXQ-78909               | 2位    |
| ライブビデオ   | 2017年12月6日                 | LIVE FILMS ゆずイロハ                                                             | DVD Blu-ray       | SNBQ-18933 SNXQ-78910               | 1位    |
| ライブビデオ   | 2018年12月19日                | LIVE FILMS BIG YELL                                                               | DVD Blu-ray       | SNBQ-18934 SNXQ-78911               | 4位    |
| PV集           | 2018年12月19日                | 録歌選 BIG YELL                                                                   | DVD Blu-ray       | PPTF-1029 PPTF-7021                 |        |
| ライブビデオ   | 2020年1月15日                 | LIVE FILMS ゆずのみ～拍手喝祭～                                                   | DVD Blu-ray       | SNBQ-18935 SNXQ-78912               | 4位    |
| ライブビデオ   | 2020年9月16日                 | YUZU ALL TIME BEST LIVE AGAIN 1997-2007                                           | DVD Blu-ray       | SNBQ-18936 SNXQ-78913               | 2位    |
| ライブビデオ   | 2020年9月16日                 | YUZU ALL TIME BEST LIVE AGAIN 2008-2020                                           | DVD Blu-ray       | SNBQ-18937 SNXQ-78914               | 1位    |
| ライブビデオ   | 2021年1月27日                 | LIVE FILMS YUZU ONLINE TOUR 2020 AGAIN                                            | DVD Blu-ray       | PPTF-1036 PPTF-7034                 |        |
| ライブビデオ   | 2021年8月25日                 | LIVE FILMS 二人参客                                                               | DVD Blu-ray       | PPTF-1040 PPTF-7059                 |        |
| ライブビデオ   | 2021年11月24日                | LIVE FILMS 謳おう 2021                                                            | DVD Blu-ray       | PPTF-1043 PPTF-7065                 |        |
| PV集           | 2021年12月22日                | 録歌選 YUZUTOWN                                                                   | DVD Blu-ray       | PPTF-1042 PPTF-7061                 |        |
| ライブビデオ   | 2021年12月22日                | LIVE FILMS YUZUTOWN / ALWAYS YUZUTOWN                                             | DVD Blu-ray       | SNBQ-18938～18939 SNXQ-78915～78916 | 5位    |
| ライブビデオ   | 2023年3月15日                 | LIVE FILMS PEOPLE -ALWAYS with you-                                               | DVD Blu-ray       | TFBQ-18273～18274 TFXQ-78228        | 2位    |
| ライブビデオ   | 2023年3月15日                 | LIVE FILMS SEES -ALWAYS with you-                                                 | DVD Blu-ray       | TFBQ-18275～18276 TFXQ-78229        | 3位    |
| ライブビデオ   | 2023年8月31日                 | LIVE FILMS 夏祭り 杜の音 後夜祭～ゆずっこを想う～                                 | DVD Blu-ray       | PPTF-1050 PPTF-7076                 |        |
| PV集           | 2023年8月31日                 | 録歌選 PEOPLE SEES                                                                | DVD Blu-ray       | PPTF-1051 PPTF-7077                 |        |
| ライブビデオ   | 2024年4月17日                 | LIVE FILMS HIBIKI DAY1 BLUE×FUTARI                                                | DVD Blu-ray       | TFBQ-18285〜18286 TFXQ-78251〜78252 | 3位    |
| ライブビデオ   | 2024年4月17日                 | LIVE FILMS HIBIKI DAY2 RED×ALL STARS                                              | DVD Blu-ray       | TFBQ-18287〜18288 TFXQ-78253〜78254 | 2位    |
| ライブビデオ   | 2024年4月17日                 | HIBIKI COMPLETE BOX                                                               | DVD+CD Blu-ray+CD | PPTF-1057～1063 PPTF-7095～7101     |        |
| ライブビデオ   | 2025年6月25日                 | LIVE FILMS AGAIN AGAIN                                                            | DVD Blu-ray       | PPTF-1068 PPTF-7124                 |        |
| ライブビデオ   | 2025年6月25日                 | LIVE FILMS ゆず晦日                                                               | DVD Blu-ray       | PPTF-1069 PPTF-7127                 |        |

### その他作品

#### 配信作品
公式サイトのディスコグラフィに記載されていない作品。
| 配信日                 | タイトル                                  | 備考 | 収録アルバム                 |
| ---------------------- | ----------------------------------------- | --- | ---------------------------- |
| 2005年8月21日          | 泪が枯れるまで                            | スマイル基金第一弾。着うたとして期間限定ダウンロード販売。フルコーラス版は公開されていない。 着うたではゆずとしてではなく、北川悠仁ソロ扱い。現在は配信終了。                                                  | アルバム 未収録              |
| 2005年12月8日          | 今夜君を迎えに行くよ                      | 2005年11月20日 - 12月7日までのネット予約限定DVDシングル。DVDリリース1週間前にiTunes Music Storeでの配信開始。                                                                                                  | ゆずのね 1997-2007           |
| 2006年9月20日          | 見上げてごらん夜の星を 〜ぼくらのうた〜   | 坂本九の楽曲に新たな詩を追加しリメイク。現在は配信終了。2016年に再レコーディングしてリリース。 | アルバム 未収録              |
| 2007年8月23日-10月25日 | シュウ刊ゆず 〜ふたりで録っちゃいました〜 | 毎週木曜日ごとに今までの楽曲の中から1曲ずつ、バンドアレンジ無しのセルフカバー音源を着うた、着うたフルとしてダウンロード販売。現在は配信終了。                                                                  | アルバム 未収録              |
| 2009年5月30日          | はるか                                    | ワンダフルワールド基金の活動の一環として北川がアフリカに行った際に書いた曲を、着うたとして期間限定ダウンロード販売。現在は配信終了。                                                                           | FURUSATO                     |
| 2010年7月21日-8月18日  | シュウ刊ゆず 〜FUTATABI〜                 | 毎週水曜日ごとに2010年夏に行われた「YUZU LIVE CIRCUIT 2010 FUTATABI」の各会場10か所12公演にて披露された楽曲を、2010年末までオリジナルジャケットとともに1曲ずつ配信。現在は配信終了。                           | アルバム 未収録              |
| 2011年4月13日          | Hey和(Live ver.)                          | YUZU ARENA TOUR 2011 2-NI-×FUTARIの初日マリンメッセ福岡公演での『Hey和』のライブテイクを配信。 売上金を東日本大震災の義援金として寄付。後にこのライブ映像もYouTube等で配信されている。現在はいずれも配信終了。 | アルバム 未収録              |
| 2013年10月9日          | 表裏一体 (TV size version)                | アニメ『HUNTER×HUNTER』主題歌である40thシングルを、主題歌として初オンエアされた翌日からテレビサイズバージョンで配信。                                                                                          | テレビサイズはアルバム未収録 |

#### 先行配信
フル音源が先行配信されることが発表された時点で、発売日などのCDで発売される日程が既に発表されている楽曲。「終わらない歌」はこれには該当しないが、シングル表題曲になっているため便宜上ここに記載する。
| 配信日        | タイトル               | 備考                                                                                     |
| ------------- | ---------------------- | ---------------------------------------------------------------------------------------- |
| 2007年2月28日 | 春風                   | ゆずmobile独占先行配信                                                                   |
| 2008年4月2日  | うまく言えない         | アルバム『WONDERFUL WORLD』から先行配信                                                  |
| 2008年6月18日 | Yesterday and Tomorrow |                                                                                          |
| 2009年4月15日 | 逢いたい               | レコチョク独占先行配信                                                                   |
| 2009年7月22日 | いちご                 | レコチョク独占先行配信                                                                   |
| 2011年10月8日 | 翔                     |                                                                                          |
| 2013年4月24日 | LAND                   | アルバム『LAND』から先行配信                                                             |
| 2013年9月11日 | 友 〜旅立ちの時〜      |                                                                                          |
| 2013年9月30日 | 雨のち晴レルヤ         |                                                                                          |
| 2013年11月1日 | 守ってあげたい         |                                                                                          |
| 2013年12月9日 | 表裏一体               |                                                                                          |
| 2014年1月8日  | よろこびのうた         | 挿入歌となっているドラマ『僕のいた時間』の初回放送終了後、アルバム『新世界』から先行配信 |
| 2014年2月7日  | ヒカレ                 |                                                                                          |
| 2015年3月30日 | OLA!!                  |                                                                                          |
| 2015年3月30日 | 終わらない歌           |                                                                                          |
| 2017年6月4日  | 愛こそ                 | EP『4LOVE』から先行配信                                                                  |
| 2020年2月26日 | 花咲ク街               | アルバム『YUZUTOWN』から先行配信                                                         |
| 2022年3月16日 | ALWAYS                 | アルバム『PEOPLE』から先行配信                                                           |
| 2022年6月15日 | 君を想う               | アルバム『SEES』から先行配信                                                             |
| 2024年7月10日 | 図鑑                   | アルバム『図鑑』から先行配信                                                             |
| 2024年7月17日 | 伏線回収               | 主題歌となっているドラマ『南くんが恋人!?』の初回放送終了後、アルバム『図鑑』から先行配信 |

#### 特典CDなど
ゆずの輪歌
ファンクラブ「ゆずの輪」の2001年の継続特典として配布。北川の出身校である横浜高校の校歌の替え歌を含む。全国各地でゆずっことともにレコーディングを行って制作した。2015年には「続・ゆずの輪歌」として新しいバージョンが作られた。（後述）
虹 -デモVer.-2009/01/20 SAKURA STUDIO Rec（ダウンロード/CD）
シングル「桜会/マイライフ」購入者がジャケット写真を手に持った写真をメールで送るとダウンロードすることができた音源で、FURUSATOツアーの会場でのCD購入特典としてこの音源が収録されたピクチャーレーベルCDがプレゼントされた。
夏色の素
2010年7月14日に再リリースされたミニアルバム『ゆずの素』の初回購入特典として店頭などで配布されたCDに収録された、「夏色」の路上レコーディング音源。
YUZU ARENA TOUR 2011 2-NI- リハーサル(秘)音源
YUZU ARENA TOUR 2011 「2-NI- × FUTARI」の会場にてアルバム『2-NI-』を購入すると、もれなくツアーのリハーサル音源が収録されたCDがプレゼントされた。
LAND 〜SPECIAL ACOUSTIC GUITAR VERSION〜
ゆず×メルサボンコラボセットに封入のCDに収録。11thフルアルバム『LAND』のリード曲「LAND」のプリプロ音源を収録。
ひだまり（弾き語りバージョン）
主題歌として起用された映画『銀の匙 Silver Spoon』のグッズ引換券付前売券の特典CDに収録された特別バージョン。
YUZU ARENA TOUR 2014 新世界〜LIVE CD追加公演セレクト音源〜
DVD/ BD 『LIVE FILMS 新世界』と『録歌選 新世界』のダブル購入者特典として抽選で1000人にプレゼントされた。
続・ゆずの輪歌
ファンクラブ2015年の継続特典として配布。ゆずっことともに、2015年8月17日に横浜スタジアムで行われたファンクラブイベント「二人参客後夜祭 ゆずっこ感謝DAY」にてレコーディングされた。
公園通り（BIG YELLライブ会場限定盤CD）
配信シングル「公園通り」が収録されたCDを、YUZU ARENA TOUR 2018「BIG YELL」の5月30日大阪城ホール公演以降の各公演の会場などで販売。

#### ファンクラブ継続特典DVDなど
- 東京ユズストーリー〜最終回〜 - 2002年継続特典。
- 代官山の中心で愛をさけぶ THE PEACH BOYS - 2004年継続特典。
- 1 AND 1-YUZU ARENA TOUR 2004 "1〜ONE〜"オフィシャルパンフレット付属DVD
- YUZU STUDIO BOOTLEG LIVE - 2005年継続特典。
- YUZU 10th ANNIVERSARY - 2006年継続特典。
- ゆずの正しい“夏色”講座 - 2007年継続特典。
- yuzunowa Valentine Dinner Show! - 2009年継続特典。
- PURE HEART 2012 今日なら言えるかも ピュアハート2012 - 2012年継続特典。
- YUZUNOWA 15th ANNIVERSARY! 2013 the movie of Hawaii- 2013年継続特典。
- YUZONOWA 20th Anniversary YUZUNOWA presents 秋祭り 杜の音～ゆずの大応援～(横浜文化体育館2018.10.05) - 2018年継続特典。

#### 未音源化
- 切れはし
- もののけ
- 性
- 方程式 - ゆずえん収録の「方程式2」の原曲
- ライラックの木
- 休憩所 - 曲中に「朝もやけ」というフレーズが入っている。
- 4105
- 上を向いて歩いて行こう - ネプチューンに提供した北川悠仁作詞作曲の楽曲。セルフヴァージョンは未音源化（1999年に自身のラジオ番組内では披露されている）。
- ツアーお疲れさまのうた[21] - トビラツアーの最終日に歌われて(その内容はスペースシャワーTVで放送、DVDにも収録)、それ以来ツアーの最終日に歌うことが多い曲。曲の一部分は、岩沢厚治のアドリブで歌われる。
- スカート - 2002年の冬至の日ライブでのみ披露。
- 糸と麻
- 枕を濡らして
- 年上の君
- 馬場
- 散髪ブルース
- 階段 ‐ 路上時代ファンから初めてリクエストされた曲。
- 色目 ‐ バイト先のお客さんのかなり高飛車な女の唄。最低の共作と語っている。ゆず本人は、「今後発表するつもりはない」と語っている。
- 豚汁
- つながり〜呼魂を響かせて〜
- ラ・ラ・ラ・ラクティスの唄-ラクティスのCM撮影の合間に遊びでつくられた曲。
- 友 - 2011年の東北ツアーのために作られた曲。のちに「友 〜旅立ちの時〜」としてリアレンジされ、第80回NHK全国学校音楽コンクール中学校の部課題曲になり、2013年、38thシングル表題曲として発表。
- キミとボク - 北川が妻・高島彩のために作った歌。
- いつの日か、ママがひとりで… - 2015年5月3日の『ヨルタモリ』（フジテレビ）に出演した際、タモリ、宮沢りえ、能町みね子、U-zhaanとセッションして即興で生まれた曲。曲名はタモリがつけた。
- 走る ‐ YUZU ASIA TOUR 2016 SUMMER NATSUIRO 日本公演のみで演奏された楽曲。北川のランニング時の呼吸の音「シーシーハ―」がモチーフとして用いられている。
- 嵐色 - 2017年4月15日の『嵐にしやがれ』（日本テレビ）内でゆずのスタジオを訪れた相葉雅紀が5・7・5の形式で考えた嵐のメンバーそれぞれの特徴を基に「ゆずあいば」として制作。曲名は「夏色」のパロディ。
- 御旅（おんたび）- 明仁上皇と美智子上皇后がそれぞれ天皇、皇后在位時に詠んだ和歌に松任谷正隆、松任谷由実が曲をつけた即位三十年奉祝曲。2019年4月10日に出演した「天皇陛下御即位三十年奉祝感謝の集い」の祝賀コンサートで披露され、ゆずが昭仁上皇が詠んだ「御製（ぎょせい）」を、松任谷由実が美智子上皇后が詠んだ「御歌（おんうた）」を歌唱した[22][23]。

その他多数

#### コラボレーション等
- 「星がきれい」 (The Little Monsters Family) - 寺岡呼人とのコラボレーション。（1999年12月25日）
- 「金もうけのために生まれたんじゃないぜ」 - 『"RESPECT!" The 30th Anniversary of KIYOSHIRO IMAWANO』 #11 （2000年） ライブ音源 /『KING OF SONGWRITER ～SONGS OF KIYOSHIRO COVERS～』＃９（2012年）スタジオ音源
- 「DOME★BOMBAYE」 - ふたりのビッグ（エッグ）ショー、YUZU YOU 〜二人で、どうむありがとう〜、ゆずのみ
- 「春一番」 - ふたりのビッグ（エッグ）ショー、ゆずのみ
- 「OVER THE FUTURE!」 Golden Circle of Friends タワーレコード限定シングル（2002年2月16日）
- 「アイラブユー」（寺岡呼人 & Golden Circle of Friends） - 作詞・作曲・ボーカルで参加。（2002年4月24日）
- 「キヨシローに憧れて」（Golden Circle of Friends feat. 斉藤和義・北川悠仁・岩沢厚治） - タワーレコード限定シングル。（2002年12月5日）
- 「だけど一人じゃいられない」 - JUN SKY WALKER(S)のトリビュート・アルバム『WALK TOWARDS THE FUTURE 〜JUN SKY WALKER(S) TRIBUTE〜』 #12 （2003年5月21日）
- 「競争る為にだけ生まれてきた訳じゃねぇ」（寺岡呼人 & Golden Circle of Friends） - コーラスとして参加。（2003年11月17日）
- 「翼をください」（村上“ポンタ”秀一 feat. ゆず） - 『MY PLEASURE 〜FEATURING GREATEST MUSICIANS〜』 #1 （2003年12月3日）
- 「クリスマスの約束」 - ゆずと小田和正によるスペシャルユニット「ゆずおだ」による期間限定生産盤。（2006年11月29日）
- 「ミュージック（Golden Circle feat. 寺岡呼人・松任谷由実・ゆず）- 桜井和寿 (Mr.Children) も作詞で参加。（2007年7月11日）
- 「two友」（ゆずグレン）- ゆずとキマグレンとのスペシャルユニットによる共作、映画『鈍獣』主題歌。（2009年5月13日）
- 「フォーエバーヤング」（アルバム『Golden Circle』収録） - ボーカルで参加。（2010年10月25日）
- 「第九のベンさん」(The fevers) - 10thフルアルバム『2-NI-』に収録されている、ゆずとTRICERATOPSがコラボして作った曲をシングルカットして完全限定生産で発売（2011年5月4日）。
- 「忘れられぬミュージック」（ゆず / ももいろクローバーZ / back number / 大原櫻子 & 松任谷由実） - ニッポン放送60周年記念ソング。2007年に発売された「ミュージック」の2014年バージョン。開局記念日に配信限定でリリース。（2014年7月15日）
- 「約束」「JUMP」-『ソングライター』三宅伸治トリビュート・アルバム収録（2017年12月20日）
- 「AOZORA」（THE HAJIMALS） - FM802「ACCESS!キャンペーン」2022年キャンペーンソングとして北川が作詞作曲した、ゆず/石原慎也（Saucy Dog）/はっとり（マカロニえんぴつ）/林萌々子（Hump Back）/花村想太（Da-iCE）/Vaundyによるオリジナルユニット「THE HAJIMALS」の楽曲。のちにゆずのアルバム『SEES』にセルフカバーバージョンが収録される。
- 「道化師のソネット」- さだまさしトリビュートアルバム『みんなのさだ』#1 収録（2023年10月）
- 「YELL」-いきものがかりコラボレーションアルバム『いきものがかりmeets」＃10収録（2024年2月）

## タイアップ

### 主題歌・テーマソング
| 楽曲              | タイアップ |
| ----------------- | --- |
| 今                | 『熱闘甲子園』（朝日放送系列）テーマソング |
| ところで          | 『美少女H』（フジテレビ系）主題歌 |
| なにもない        | 映画『ハードル 真実と勇気の間で』主題歌 |
| 〜風まかせ〜      | 映画『ハードル 真実と勇気の間で』挿入歌 |
| 月曜日の週末      | 『美少女H2』（フジテレビ系）主題歌、『駐在君が行く』（東海テレビ）エンディングテーマ                                                                                    |
| シャララン        | 映画『十五歳-学校IV-』主題歌 |
| 境界線            | 映画『十五歳-学校IV-』挿入歌 |
| からっぽ          | NHK-FM放送『ミュージック・スクエア』エンディングテーマ |
| 始まりの場所      | 『あいのり』（フジテレビ系）初代テーマソング |
| 心のままに        | 『力の限りゴーゴゴー!!』（フジテレビ系）初代エンディングテーマ |
| くず星            | 『あいのり』（フジテレビ系）挿入歌 |
| 飛べない鳥        | 『涙をふいて』（フジテレビ系）主題歌 |
| 日だまりにて      | 全国高校ラグビー大会イメージソング |
| またあえる日まで  | 『ドラえもん』（テレビ朝日系）エンディングテーマ、映画『ドラえもん のび太とふしぎ風使い』主題歌                                                                         |
| スミレ            | 『気ままに駅サイト!』（奈良テレビ）オープニングテーマ |
| 威風堂々          | ラグビー日本代表（ラグビーワールドカップ2023応援ソング） |
| 栄光の架橋        | 「NHKアテネオリンピック」放送テーマソング |
| 1                 | 『気分はナイスショット!〜ゴルフガールズと愉快な仲間〜』（テレビ北海道）主題歌                                                                                           |
| We are F・Marinos | 『キックオフ!!F・マリノス』（テレビ神奈川）エンディングテーマ |
| 超特急            | 『あいのり』（フジテレビ系）主題歌 |
| 陽はまた昇る      | 『めざましどようび』（フジテレビ系）主題歌 |
| 明日天気になぁれ  | 映画『しゃべれども しゃべれども』主題歌 |
| シシカバブー      | 金曜ナイトドラマ『サラリーマン金太郎』（テレビ朝日系）テーマソング |
| 逢いたい          | 『ゴーストフレンズ』（NHKドラマ8）主題歌 |
| みらい            | 横浜開港150周年テーマソング |
| スーパーマン      | 『ズームイン!!SUPER』・『ズームイン!!サタデー』（日本テレビ系）2009年夏のお天気テーマ                                                                                   |
| 慈愛への旅路      | 日本テレビ系『第2回横浜国際女子マラソン』中継イメージソング |
| HAMO              | 『ガラスの地球を救えスペシャル ワンダーアース 〜地球はアートで満ちている〜』（ABCテレビ）テーマソング 『めざせ!2020年のオリンピアン/パラリンピアン』（NHK）テーマソング |
| LOVE & PEACH      | 「お台場合衆国2011」テーマソング |
| 翔                | フジテレビ系『世界体操2011』テーマソング |
| また明日          | パナソニックドラマシアター『浪花少年探偵団』（TBS系）主題歌、『気ままに歩こーく!』（奈良テレビ放送）エンディングテーマ                                                  |
| REASON            | 日本テレビ系アニメ『HUNTER×HUNTER』エンディングテーマ、映画『劇場版 HUNTER×HUNTER 緋色の幻影』主題歌                                                                    |
| 流れ星キラリ      | 日本テレビ系アニメ『HUNTER×HUNTER』エンディングテーマ |
| 友 〜旅立ちの時〜 | 第80回NHK全国学校音楽コンクール中学校の部課題曲、NHK『みんなのうた』 2013年8月・9月オンエア楽曲                                                                         |
| 雨のち晴レルヤ    | NHK連続テレビ小説『ごちそうさん』主題歌 |
| 守ってあげたい    | 映画『すべては君に逢えたから』主題歌 |
| 表裏一体          | 日本テレビ系アニメ『HUNTER×HUNTER』エンディングテーマ、映画『劇場版 HUNTER×HUNTER -The LAST MISSION-』主題歌                                                            |
| ひだまり          | 映画『銀の匙 Silver Spoon』主題歌 |
| よろこびのうた    | 『僕のいた時間』（フジテレビ系）挿入歌 |
| 素顔のままで      | 『僕のいた時間』（フジテレビ系）テーマソング |
| OLA!!             | 映画『クレヨンしんちゃん オラの引越し物語 〜サボテン大襲撃〜』主題歌 |
| 終わらない歌      | 『めざましテレビ』（フジテレビ系）テーマソング |
| タッタ            | 『めちゃ2イケてるッ!』（フジテレビ系）エンディングテーマ |
| カナリア          | 『NEWS ZERO』（日本テレビ系）エンディングテーマ |
| 恋、弾けました。  | 映画『斉木楠雄のΨ難』主題歌 |
| マスカット        | 『クレヨンしんちゃん』（テレビ朝日系）主題歌 |
| マボロシ          | 『昭和元禄落語心中』（NHK ドラマ10）主題歌 |
| 公私混同          | 日曜ドラマ『親バカ青春白書』（日本テレビ系）主題歌 |
| ゴールテープ      | TEAM JAPAN公式応援ソング |
| 風信子            | 映画『とんび』主題歌 |
| 明日の君と        | Netflixリアリティシリーズ『未来日記』シーズン2主題歌 |
| Frontier          | 『NBA Japan Games 2022 Presented by Rakuten & NISSAN』公式ソング |
| 十字星            | アイスショー『氷艶 hyoen 2024 -十字星のキセキ-』主題歌 |
| 伏線回収          | 『南くんが恋人!?』（テレビ朝日火9ドラマ）主題歌 |
| 夏色 [再録]       | 『南くんが恋人!?』（テレビ朝日火9ドラマ）挿入歌 |
| flowers           | スマホゲーム『モンスターストライク』コラボレーションソング |
| GET BACK          | テレビアニメ『ポケットモンスター』（テレ東系）オープニングテーマ |

### イメージソング
| 楽曲                                   | タイアップ先の名称                                                                                |
| -------------------------------------- | ------------------------------------------------------------------------------------------------- |
| 雨と泪                                 | 公共広告機構（現：ACジャパン）CMソング                                                            |
| ねこじゃらし                           | 朝日新聞大学受験購読キャンペーンソング                                                            |
| 少年                                   | エースコック/スーパーカップCMソング、伊藤園/お〜いお茶CMソング                                    |
| 友達の唄                               | 江崎グリコ/ポッキーCMソング                                                                       |
| 3カウント                              | 日本中央競馬会CMソング（『Go!JRAジョッキー』キャンペーンソング）                                  |
| 直径5mm                                | スズキ「MRワゴン」CMソング                                                                        |
| スミレ                                 | アサヒ飲料/三ツ矢サイダーCMソング                                                                 |
| 旅立ちのナンバー                       | 家庭教師のトライCMソング                                                                          |
| 歩行者優先                             | 江崎グリコ/ポッキーCMソング                                                                       |
| 濃                                     | 公共広告機構（現：ACジャパン）CMソング                                                            |
| 夢の地図                               | サンスター/Ora 2 CMソング                                                                         |
| 超特急                                 | テレビ岩手/わんだふぉ〜！PRCMソング                                                               |
| ストーリー                             | トヨタ自動車「ラクティス」CMソング                                                                |
| Yesterday and Tomorrow                 | トヨタ自動車「ラクティス」CMソング                                                                |
| 栄光の架橋                             | アサヒ飲料「香る緑茶 いぶき」CMソング 日本生命CMソング 伊藤忠商事「栄光を口にするとき」篇CMソング |
| 虹                                     | 日本生命CMソング                                                                                  |
| マイライフ                             | ダスキン（「笑顔」編）CMソング                                                                    |
| Hey和                                  | 日本赤十字社「はたちの献血」キャンペーンソング                                                    |
| 彼方                                   | 西日本旅客鉄道（JR西日本）CMソング「九州デスティネーションキャンペーン」                          |
| HAMO                                   | イオン「HAPPY NEW AEON SALE」CMソング                                                             |
| 桜会                                   | 西日本旅客鉄道（JR西日本）CMソング                                                                |
| 虹〜シンフォニックオーケストラver.     | 日本生命CMソング                                                                                  |
| with you                               | 日本生命CMソング                                                                                  |
| イロトリドリ                           | ユーキャンCMソング                                                                                |
| LAND                                   | ジャパンゲートウェイ「Mellsavon」CMソング                                                         |
| ヒカレ                                 | 日本生命CMソング                                                                                  |
| ひだまり                               | ヨコハマタイヤCMソング                                                                            |
| 守ってあげたい                         | 日本生命CMソング                                                                                  |
| ポケット                               | サッポロビール2015年企業CMソング                                                                  |
| かける                                 | 日本生命CMソング                                                                                  |
| TOWA                                   | Google Play MusicCMソング                                                                         |
| 見上げてごらん夜の星を〜ぼくらのうた〜 | 日本生命CMソング                                                                                  |
| 夏色                                   | ロッテ/爽CMソング                                                                                 |
| 少年                                   | 伊藤園/お〜いお茶CMソング                                                                         |
| 愛こそ                                 | 伊藤園/お〜いお茶CMソング                                                                         |
| 春一番                                 | 伊藤園/お〜いお茶CMソング                                                                         |
| うたエール                             | 日本生命CMソング                                                                                  |
| イコール                               | NTT東日本CMソング                                                                                 |
| 公園通り                               | 伊藤園/お〜いお茶CMソング                                                                         |
| SEIMEI                                 | 日本生命CMソング                                                                                  |
| GreenGreen                             | 伊藤園/お〜いお茶CMソング                                                                         |
| 花咲ク街                               | 伊藤園/お〜いお茶CMソング                                                                         |
| RAKUEN                                 | 楽天モバイルCMソング                                                                              |
| ビューティフル                         | 日本生命CMソング                                                                                  |
| Chururi                                | 日産自動車「サクラ」CMソング                                                                      |
| 図鑑                                   | 日本生命CMソング                                                                                  |

### その他
- 「夏色」京急上大岡駅接近メロディ
- 「We are F・Marinos」横浜市営地下鉄新横浜駅/JR東日本小机駅発車メロディ

## コンサート・ライブツアー
1. 初ワンマンライブ「カレーうどん」（1998年3月3日 渋谷公園通り劇場）
2. 渋谷公園通り劇場LIVE 2days「戸棚の中のおやつ食べていい？」（1998年5月29日 渋谷公園通り劇場）
3. 渋谷公園通り劇場LIVE 2days「ミューズで手を洗ってからね！」（1998年5月30日 渋谷公園通り劇場）
4. ゆずワンマンLIVE「ゆずの夏祭り」（1998年8月15日 渋谷公会堂）
5. ゆず初のコンサートツアー「昇心旅行」（1998年9月19日 - 10月31日 8会場10公演） ※地方公演（ライブハウス）では弾き語り、横浜、名古屋、大阪ではバンドスタイル。
6. ゆず初の体育館ツアー「幸（せ）拍（手）歌合戦」（1998年12月12日 - 12月22日 3会場3公演） ※「昇心旅行」でバンドスタイルだった都市で弾き語りのライブ。
7. ツアー「サクラサク」（1999年3月22日 - 5月23日 19会場23公演）
8. ゆずアリーナツアー1999「秋（音）楽旅行」（1999年10月15日 - 12月26日 11会場19公演）
9. ゆず夏の野球場ツアー2000「満員音（楽）礼 〜熱闘!Bomb踊り〜」（2000年7月22日、23日 横浜スタジアム、29日、30日 阪急西宮スタジアム、 2会場4公演）
10. 体育館ツアー2000-2001「トビラ」（2000年11月4日 - 2001年2月4日 13会場30公演）
11. ゆず初のドーム公演「ふたりのビッグ（エッグ）ショー」（2001年6月29日 東京ドーム）
12. ゆず体育館ツアー2002「ユズモラス」（2002年3月9日 - 5月29日 15会場29公演）
13. ゆず体育館ツアー2002「ユズモラス"特別編"」（2002年5月25日 - 6月8日 3会場6公演）
14. ゆず体育館ツアー2003「すみれ」（2003年3月20日 - 6月15日 14会場31公演）
15. ゆず夏休み子供コンサート「ゆずスマイル」（2003年8月13日、14日 神奈川県民ホール）
16. ゆず初の年越しライブ「幸（せ）拍（手）歌合戦2003〜2004」（2003年12月31日 パシフィコ横浜国立大ホール）
17. 体育館ツアー2004「夢の地図 前夜祭 at お台場」（2004年5月29日 Zepp Tokyo）
18. SUNSTAR Ora2 Presents ゆず体育館ツアー2004「夢の地図」（2004年6月5日 - 9月25日 18会場26公演） ※台風18号の影響で沖縄公演が中止なった。
19. SUNSTAR Ora2 Presents ゆず体育館ツアー2004「1 〜ONE〜」（2004年10月9日 - 12月4日 9会場15公演）
20. SUNSTAR Ora2 Presents ゆず体育館ツアー2004「1 〜ONE〜 FINAL AT BUDOKAN」（2004年12月8日、9日、11日 日本武道館）
21. NISSAN OTTI presents YUZU STADIUM 2005「GO HOME」（2005年7月23日、24日 日産スタジアム）
22. ゆず体育館ツアー2006「リボン」（2006年1月21日 - 5月28日 20会場38公演=最長最多）
23. ゆずスマイルコンサート2006「にほんのうた」（2006年7月29日 醍醐寺、7月30日 身曾岐神社）
24. ゆずデビュー10周年感謝祭「ゆずのね 前夜祭 〜ふたりでやっちゃいます（60分）〜」（2007年10月2日 - 10月20日 4会場4公演）
25. ゆずデビュー10周年感謝祭「ゆずのね 〜名前の由来は聞かないで〜」（2007年10月18日 - 10月28日 2会場〔大阪、横浜〕5公演）
26. YUZU ARENA TOUR 2008「WONDERFUL WORLD」（2008年4月19日 - 7月16日 15会場28公演）
27. スリーエフプレゼンツ ゆず夏コンサート「素晴らしきこの世界」（2008年8月8日 - 8月18日 4会場4公演）
28. YUZU ARENA TOUR 2009-2010「FURUSATO」（2009年11月7日 - 2010年2月28日 16会場29公演）
29. YUZU ARENA TOUR 2009-2010「FURUSATO FINAL at 日本武道館」（2010年3月3日、4日 日本武道館）
30. YUZU LIVE CIRCUIT 2010 SUMMER「FUTATABI」（2010年7月15日 - 8月16日 10会場12公演）
31. YUZU ARENA TOUR 2011「2-NI- × FUTARI」（2011年4月2日 - 8月21日 15会場22公演）※東日本大震災の影響でツアータイトルが「2-NI-」から変更になり、初日の福井公演は延期、仙台公演は中止となった。
32. YUZU ARENA TOUR 2011「2-NI-」（2011年6月26日 - 7月24日 5会場10公演）※「2-NI- × FUTARI」の追加公演。「2-NI- × FUTARI」と並行して開催した。
33. ゆず東北ツアー2011「2-NI- × FUTARI」（2011年8月3日 - 8月9日 3会場3公演）※アリーナツアーの「2-NI- × FUTARI」と並行して開催した。
34. YUZU 15th anniversary Dome Live「YUZU YOU 〜二人で、どうむありがとう〜」（2012年5月26日 京セラドーム大阪、 6月3日 東京ドーム 2会場2公演）
35. YUZU 15th anniversary Dome Live「YUZU YOU 〜みんな、どうむありがとう〜」（2012年5月27日 京セラドーム大阪 、6月4日 東京ドーム 2会場2公演）
36. YUZU LIVE CIRCUIT 2012「YUZU YOU 〜二人で、どこへでも〜」（2012年10月24日 - 2012年11月2日 4会場4公演）
37. LAWSON presents YUZU ARENA TOUR 2012 - 2013「YUZU YOU 〜みんなと、どこまでも〜」（2012年12月8日 - 2013年3月2日 12会場24公演）※北川がインフルエンザにかかったため福井公演が延期になった[33]。
38. LAWSON presents YUZU ARENA TOUR 2013「GO LAND」 supported by 日本生命（2013年6月15日 - 2013年9月29日 15会場29公演）
39. LAWSON presents YUZU ARENA TOUR 2014「新世界」 supported by 日本生命 ヨコハマタイヤ（2014年5月31日 - 2014年9月24日 14会場30公演）
40. LAWSON presents ゆず 弾き語りライブ 2015「二人参客」 in 横浜スタジアム（2015年8月15日、16日 横浜スタジアム）
41. LAWSON presents YUZU ARENA TOUR 2015-2016「TOWA-episode zero-」 supported by 日本生命（2015年10月20日 - 2016年1月3日 13会場27公演）
42. SPECIAL LIVE LAWSON presents YUZU ARENA TOUR 2016「TOWA」 supported by 日本生命（2016年1月14日、16日、17日 国立代々木競技場 第一体育館）
43. YUZU ASIA TOUR 2016 Summer 「NATSUIRO」 supported by WAKUWAKU JAPAN（2016年7月9日 - 8月3日 国内2会場4公演、海外3会場4公演）
44. ゆず 20周年突入記念 弾き語りライブ 「ゆずのみ」supported by 日本生命（2016年11月26日、27日 東京ドーム）
45. YUZU 20th Anniversary DOME TOUR 2017 「ゆずイロハ」supported by 日本生命 伊藤園（2017年5月3日 - 6月4日 4会場6公演）
46. YUZU SUMMER FEST. TOUR 2017 「GOOD SUNSHINE DAYS」（2017年7月16日 - 9月2日 8会場8公演）※2017年の一連の夏フェス出演の総称。
47. YUZU HALL TOUR 2017「謳おう」（2017年9月21日 - 11月10日 10会場14公演）
48. YUZU ASIA TOUR 2017「謳おう-UTAO-」（2017年11月18日 - 12月2日 3会場3公演）
49. YUZU ARENA TOUR 2018「BIG YELL」 supported by 日本生命 伊藤園 （2018年4月29日 - 7月29日 11会場26公演）※平成30年7月豪雨の影響で広島公演2公演が中止になった[34][35]。
50. YUZU ARENA TOUR 2018 「BIG YELL Ⅱ〜Great Voyage〜」 supported by 日本生命 伊藤園（2018年8月4日 - 22日 3会場7公演）※「BIG YELL」の追加公演。
51. YUZU SPECIAL LIVE 2018 「BIG YELL x FUTARI in 広島」（2018年10月10日、11日 広島サンプラザホール）※中止になった「BIG YELL」広島公演の購入者に対して優先的にチケットを券売[36]。
52. ゆず 弾き語りドームツアー2019 「ゆずのみ〜拍手喝祭〜」 supported by 日本生命 伊藤園 Cygames（2019年5月11日 - 7月7日 4会場8公演）[37]
53. YUZU ASIA LIVE 2019「YUZUNOMI～拍手喝祭～」（2019年9月28日、29日 Legacy MAX）
54. YUZU ARENA TOUR 2020「YUZUTOWN」 supported by 日本生命 伊藤園 ※2020年3月28日から13会場28公演を予定していたが、新型コロナウイルス感染拡大を受けて、一旦は延期[38]、その後中止を発表[39]。
55. YUZU ONLINE TOUR 2020「AGAIN」（2020年9月27日 - 10月25日 オンラインライブ5公演）[40]
56. YUZU ONLINE LIVE 2021「YUZUTOWN / ALWAYS YUZUTOWN」Supported by 日本生命（2021年5月29日、6月5日  オンラインライブ2公演）
57. YUZU TOUR 2021「謳おう」Supported by Rakuten Mobile / Rakuten TV / Rakuten Ticket（2021年8月9日 - 9月12日 3会場18公演）
58. ゆず デビュー25周年突入記念ライブ「YUZU TOUR 2021 謳おう × FUTARI in 日本武道館」supported by Rakuten Mobile / Rakuten TV / Rakuten Ticket（2021年10月25日 日本武道館）[41]
59. YUZU ARENA TOUR 2022「PEOPLE -ALWAYS with you-」 supported by Rakuten Mobile / Rakuten TV / Rakuten Ticket （2022年3月26日 - 8月3日 10会場24公演）[42]
60. YUZU ARENA TOUR 2022「SEES -ALWAYS with you-」supported by Rakuten Mobile / Rakuten TV / Rakuten Ticket （2022年8月6日 - 8月18日 3会場6公演）※「PEOPLE -ALWAYS with you-」の追加公演。
61. YUZU TOUR 2023「Rita -みんなとまたあえる-」（2023年5月21日 - 8月10日 18会場27公演）※台風接近の影響で沖縄公演が延期となり別会場へ変更。豪雨の影響で秋田公演が中止になった。
62. YUZU SPECIAL LIVE 2023 HIBIKI in K-Arena Yokohama supported by NISSAN DAY1「BLUE × FUTARI」（2023年9月29日 Kアリーナ横浜）
63. YUZU SPECIAL LIVE 2023 HIBIKI in K-Arena Yokohama supported by NISSAN DAY2「RED × ALL STARS」（2023年9月30日 Kアリーナ横浜）
64. YUZU SPECIAL LIVE 2023 HIBIKI in K-Arena Yokohama supported by NISSAN DAY3「BEAUTIFUL × FUTARI & ALL STARS」（2023年10月1日 Kアリーナ横浜）
65. YUZU SPECIAL LIVE 2023 HIBIKI in K-Arena Yokohama 「BEAUTIFUL never give up」（2023年11月18日、19日 Kアリーナ横浜）
66. YUZU LIVE 2024 「AGAIN AGAIN in 横浜BUNTAI」（2024年4月6日、7日 横浜BUNTAI）
67. YUZU ARENA TOUR 2024・2025「図鑑」Supported by NISSAN SAKURA（2024年10月19日 - 2025年2月24日 13会場30公演）
68. YUZU Orchestra Concert 2024「ゆず晦日」（2024年12月30日、31日 横浜BUNTAI）※初のフルオーケストラコンサート
69. YUZU ARENA TOUR 2025「図鑑 spring has come」Supported by NISSAN SAKURA（2025年3月1日 - 3月19日 3会場6公演）※「図鑑」の追加公演
70. YUZU ASIA TOUR 2025「GET BACK」Supported by ITOCHU（2025年12月3日〜8日 3会場〔香港、上海、台北〕3公演）
71. YUZU JAPAN LIVE 2025 「GET BACK」Supported by Japanet (2025年12月13日、14日　長崎スタジアムシティ　HAPPINESS ARENA）

### 冬至の日ライブ
自身のグループ名と冬至の日に柚子湯に入るという日本の習慣にちなみ、1997年から2017年まで毎年12月22日に「冬至の日ライブ」と称して無料ライブを敢行していた（暦上の冬至が12月22日以外の年でもライブは12月22日に開催）。録音録画完全可のライブとなっているが、その代わりに当日朝までライブ会場はシークレットとなっている。2010年以降は警備や場所、スケジュールの問題により、YouTubeなどの動画配信媒体を通してファンのもとに届けられることが多かった。2017年12月22日に「冬至の日ライブファイナル」としてカトレヤプラザ伊勢佐木の屋上でのライブをAbemaTVで生配信し、20年の歴史に一旦幕を下ろしたが、2021年に4年ぶりに復活し、Rakuten TVにて独占配信された。冬至の日ライブの開催地、開催形式は以下の通り。
- 1997年 : 横浜大通り公園
- 1998年 : 代々木体育館駐車場
- 1999年 : 西武ドーム
- 2000年 : よみうりランドEAST
- 2001年 : 国立代々木競技場オリンピックプラザ
- 2002年 : 横浜臨港パーク
- 2003年 : 神戸ポートアイランド内芝生広場
- 2004年 : 宜野湾市海浜公園野外劇場
- 2005年 : 高知県吉川村天然色劇場
- 2006年 : 横浜赤レンガ倉庫イベント広場
- 2007年 : 横浜スタジアム
- 2008年 : 横浜スタジアム
- 2009年 : 『ゆずのオールナイトニッポンGOLD』スタジオ

番組放送内でミニ冬至の日ライブを開催。この日行われたアリーナツアー「FURUSATO」の岡山市総合文化体育館公演でもミニ冬至の日ライブを開催。
- 2010年 : 『ゆずのオールナイトニッポンGOLD』スタジオ

前日の放送後に収録した冬至の日ライブをYouTubeで12月31日までの期間限定配信。
- 2011年 : 福島テルサ

「ゆずの輪」会員から抽選で招待。それをYouTubeなどで期間限定配信。
- 2012年 : さいたまスーパーアリーナ

アリーナツアー「YUZU YOU 〜みんなと、どこまでも〜」の同所での公演後に冬至の日ライブを開催。
- 2013年 : 横浜みなとみらい 万葉倶楽部

事前収録した冬至の日ライブをYouTubeで12月31日まで期間限定配信。
- 2014年 : 横浜にぎわい座

『LIVE FILMS 新世界』と『録歌選 新世界』のW購入者特典にとして50人を抽選で招待。ニコニコ生放送で生配信。
- 2015年 : 北川のプライベートスタジオ「STUDIO HOUSE」

事前収録した冬至の日ライブをYouTubeで12月31日まで期間限定配信。
- 2016年 : 熊本城 二の丸広場

LINE LIVEで生配信。
- 2017年 : カトレアプラザ伊勢佐木屋上

Abema TVで生配信。
- 2021年 : ノエビアスタジアム神戸

Rakuten TVで生配信。

## 出演

### NHK紅白歌合戦出場歴
1999年に一度出演依頼があったが、「まだ出れる器ではない」とし、出演を辞退。
| 年度   | 放送回 | 回 | 曲目                                   | 備考                                                              |
| ------ | ------ | -- | -------------------------------------- | ----------------------------------------------------------------- |
| 2003年 | 第54回 | 初 | 夏色など                               | 横浜松坂屋前からの中継                                            |
| 2004年 | 第55回 | 2  | 栄光の架橋                             |                                                                   |
| 2009年 | 第60回 | 3  | 逢いたい                               | 5年ぶりの出場                                                     |
| 2011年 | 第62回 | 4  | Hey和                                  | 2年ぶりの出場                                                     |
| 2013年 | 第64回 | 5  | 雨のち晴レルヤ                         | 2年ぶりの出場                                                     |
| 2015年 | 第66回 | 6  | かける                                 | 2年ぶりの出場                                                     |
| 2016年 | 第67回 | 7  | 見上げてごらん夜の星を～ぼくらのうた～ | 前半トリ                                                          |
| 2017年 | 第68回 | 8  | 栄光の架橋                             | 大トリ                                                            |
| 2018年 | 第69回 | 9  | うたエール                             | トリ前                                                            |
| 2019年 | 第70回 | 10 | 紅白SPメドレー 2019-2020               |                                                                   |
| 2020年 | 第71回 | 11 | 雨のち晴レルヤ 〜歓喜の歌 紅白SP〜     |                                                                   |
| 2021年 | 第72回 | 12 | 虹                                     |                                                                   |
| 2022年 | 第73回 | 13 | 夏色（2回目）                          | 次の関ジャニ∞（当時）の歌唱でも、 北川が提供した「T.W.L」で共演。 |
| 2023年 | 第74回 | 14 | ビューティフル                         |                                                                   |

### ラジオ
ゆずのゆず鍋
「J-POP Magic」（東海ラジオ）内で放送されていた番組。1997年10月10日からスタート。東海ラジオのスタジオ内にリスナーを招待し、ライブを行っていたこともあった。
ゆずのオールナイトニッポン
SCHOOL OF LOCK!
TOKYO FMをキー局にJFN38局ネットで放送されているラジオ番組、『SCHOOL OF LOCK!』内「ゆずLOCKS!」に2006年1月3日 - 2007年3月27日の間出演。また、ゲスト講師として、コーナーを受け持つ前や終了後にも度々出演している。

### テレビアニメ
- クレヨンしんちゃん（テレビ朝日、2019年6月14日） - ゆーじんお兄さん役（北川）、こーじお兄さん役（岩沢）[44]

### テレビCM
ゆずの楽曲がCMソングでないもの
- バンダイナムコエンターテインメント「アイドルマスター シンデレラガールズ スターライトステージ」（2018年9月3日 - ） - 「出会い」篇 / 「夏色 のぼるぞ！」篇[45] / 「2019年初ライブ」篇 / 「新曲完成」篇